# Anton Hajowy
Anton Iwanowycz Hajowy (ukr. Антон Іванович Гайовий, ur. 4 stycznia?/17 stycznia 1907 we wsi Nowhorodśke w obwodzie donieckim, zm. 3 lipca 1962 w Kijowie) – radziecki i ukraiński polityk komunistyczny, członek KC KPZR (1956–1962) i Biura Politycznego KC Komunistycznej Partii Ukrainy (1957–1962).

## Życiorys
Po ukończeniu szkoły podstawowej pracował w latach 1919–1930 w fabryce maszyn w Gorłówce. Od 1930 działacz WKP(b) i związków zawodowych, przewodniczący partyjnego komitetu fabrycznego, od 1933 przewodniczący miejskiej rady związków zawodowych. Od 1936 II sekretarz, następnie I sekretarz Komitetu Miejskiego Komunistycznej Partii (bolszewików) Ukrainy w Gorłówce. Od 1938 do lutego 1939 III sekretarz, następnie II sekretarz Komitetu Obwodowego KP(b)U w Stalino (obecnie Donieck). Od czerwca do sierpnia 1939 p.o. przewodniczącego Komitetu Wykonawczego Stalińskiej Rady Obwodowej, od sierpnia 1938 do grudnia 1940 jego przewodniczący. Od 17 maja 1940 do śmierci członek KC KP(b)U/KPU, od 21 grudnia 1940 do 1951 I sekretarz Komitetu Obwodowego KP(b)U w Woroszyłowgradzie (obecnie Ługańsk), równocześnie od lipca 1942 do stycznia 1943 członek Rady Wojskowej 21 Armii, od 2 października 1942 do 29 czerwca 1943 członek nielegalnego KC KP(b)U, od 24 kwietnia 1952 do grudnia 1957 I sekretarz Komitetu Obwodowego KP(b)U/KPU w Zaporożu, od 25 lutego 1956 do śmierci członek KC KPZR. Od grudnia 1957 do maja 1961 I sekretarz Komitetu Obwodowego KPU w Dniepropetrowsku, od 26 grudnia 1957 do śmierci członek Prezydium/Biura Politycznego KC KPU, od 19 maja 1961 do śmierci sekretarz KC KPU. Deputowany do Rady Najwyższej ZSRR od 2 do 6 kadencji i do Rady Najwyższej Ukraińskiej SRR od 2 do 5 kadencji. Pochowany w Kijowie.

## Odznaczenia
- Order Lenina (czterokrotnie)
- Order Czerwonego Sztandaru Pracy
- Order Czerwonej Gwiazdy